# 呂瑟爾河
47°26′12″N 7°31′35″E / 47.43668°N 7.52642°E

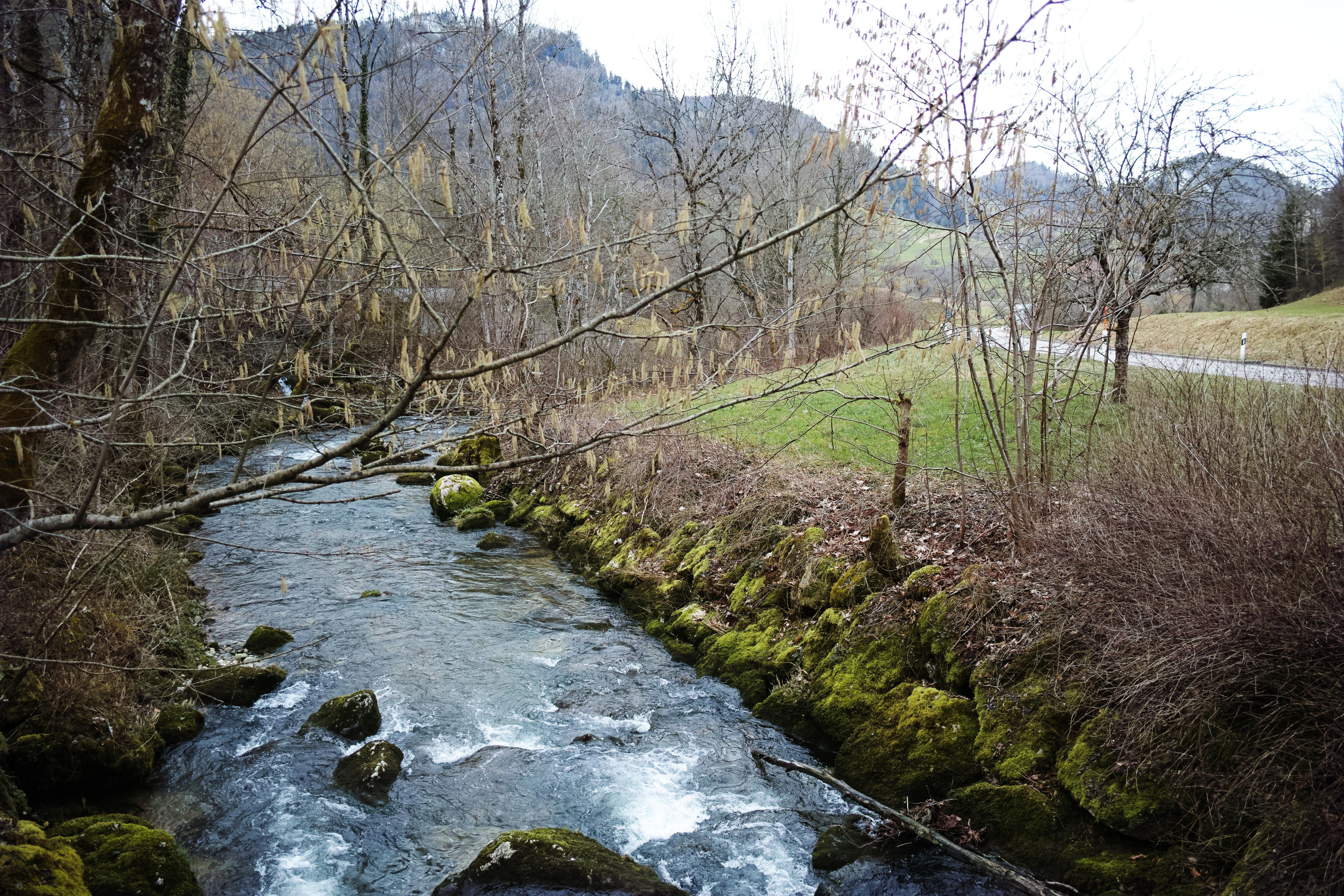

呂瑟爾河是瑞士的河流，位於該國西北部，流經巴塞爾鄉村州和索洛圖恩州，屬於比爾斯河的右支流，河道全長19公里，流域面積53.7平方公里，河口處在茨溫根。